# Alain Gouaméné
Pierre Alain Gouaméné Guiahouli (Badiépa, 15 de junho de 1966), ou apenas Alain Gouaméné, é um ex-futebolista marfinense, que atuava como goleiro.

## Carreira

### ASEC Mimosas
Deu os primeiros passos de sua carreira no ASEC Mimosas, tradicional centro de formação de jogadores da Costa do Marfim, em 1986. Atuou pela equipe até 1991, quando foi para o Lyon, onde jogou pela equipe reserva.

### Raja e Futebol marfinense
Voltou à África em 1991 para defender o Raja Casablanca de Marrocos, onde saiu no ano seguinte para defender novamente a camisa do Mimosas. Sua segunda passagem pelo time que o revelou durou até 1994, quando Gouaméné regressou ao futebol francês, agora para representar o Trouville-Deauville, equipe amadora do país.
Sua primeira oportunidade como titular de um time de maior porte veio em 1995, ano em que foi contratado pelo Toulouse, onde encerrou sua carreira em 2000, aos 34 anos.

## Seleção
Pela Seleção da Costa do Marfim, Gouaméné foi o goleiro que mais defendeu a camisa 1 dos Elefantes, entre 1987 e 2000: foram 58 partidas em treze anos.
Esteve na Copa Rei Fahd de 1992, primeira competição internacional disputada pelos marfinenses. Participou também de sete edições da Copa das Nações Africanas (1988, 1990, 1992, 1994, 1996, 1998 e 2000).
Com a aposentadoria de Gouaméné, a vaga de titular do gol da Costa do Marfim passou para Losseni Konaté, seu reserva imediato.

## Títulos
Costa do Marfim
- Copa das Nações Africanas: 1992